# Mattel163
Mattel163 Limited es una empresa conjunta entre el fabricante de juguetes estadounidense Mattel y la empresa de servicios de Internet china NetEase (compuesta a partes iguales), cuyo objetivo es desarrollar y publicar videojuegos en línea basados en las propiedades intelectuales de Mattel. El "163" en el nombre se refiere al dominio de NetEase, 163.com.
Uno de sus primeros productos fue UNO!, lanzado originalmente para Facebook Instant Games en 2017, y lanzado posteriormente en iOS y Android.

## Historia
A fines de 2017, Mattel y NetEase se asociaron para crear un nuevo estudio de desarrollo. La directora ejecutiva de Mattel163, Amy Huang-Lee, menciona:

Fue una combinación muy buena para ambas compañías. Uno quería ingresar al entretenimiento digital, mientras que el otro quería ingresar a mercados fuera de China. Tomó alrededor de un año. Empezamos a hablar de todo a finales de 2016 y pasamos la mayor parte de 2017 resolviendo los detalles. Entonces comenzamos a trabajar en Uno, que fue nuestro primer juego.

## Videojuegos publicados
- UNO!, basado en el juego de cartas Uno

- Pahse 10, basada en el juego de cartas Rummy

- Skip-Bo, basado en el juego de cartas Spite and Malice